# Salzkammergut

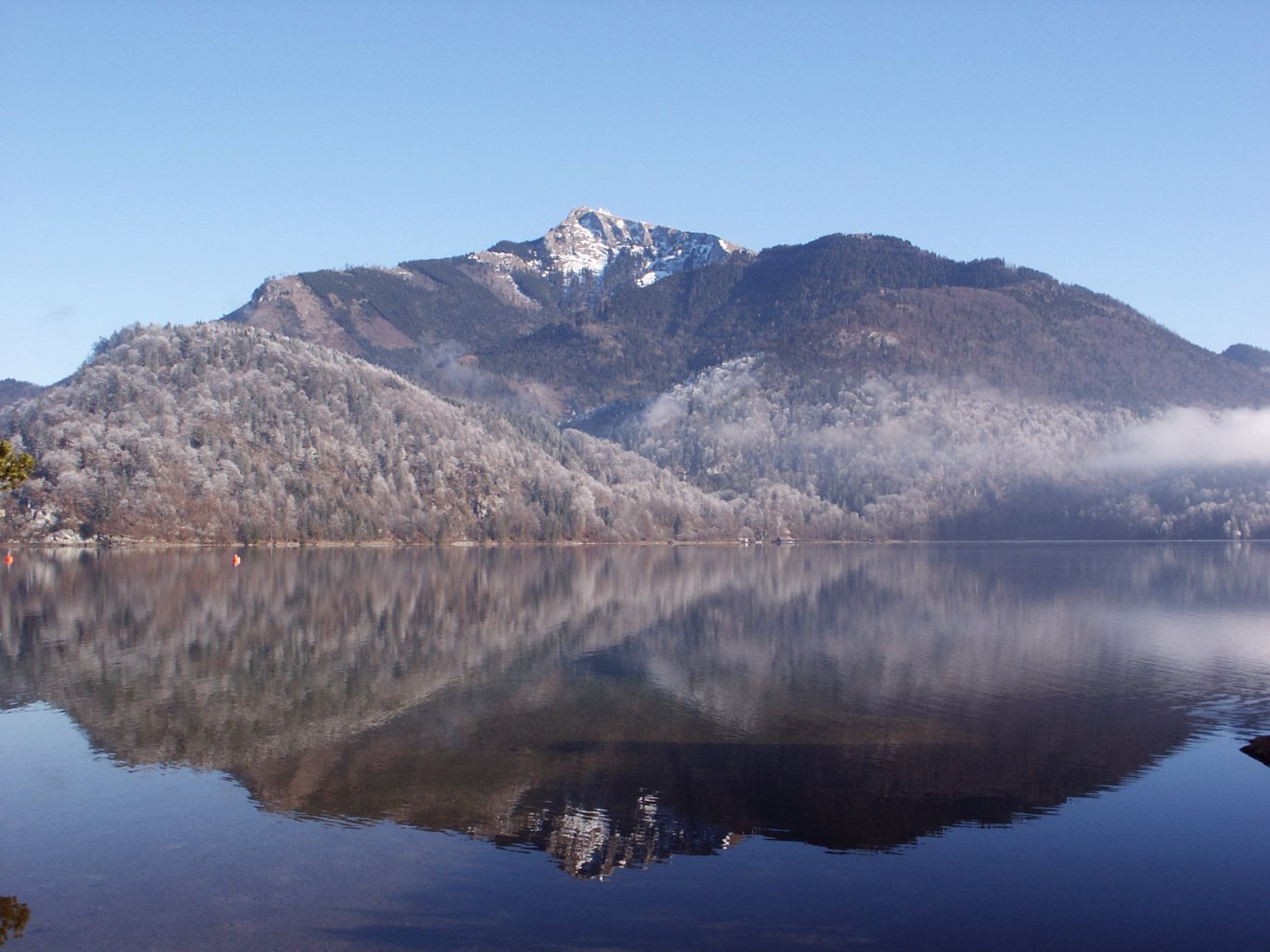
Monte Schafberg e lago Wolfgangsee, vistos a partir de St. Gilgen, Salzkammergut

Salzkammergut é uma região de recreação (também conhecida como "distrito lacustre") à leste de Salzburgo, Áustria, estendendo-se pelos estados austríacos de Alta Áustria, Salzburgo, e Estíria. Foi classificado como Património Mundial em 1997, com a seguinte descrição: "A actividade humana no magnífico cenário natual do Salzkammergut começou em tempos pré-históricos, com os depósitos de sal sendo explorados já no segundo milênio a.C.. Este recurso formou a base da prosperidade da área até meados do século XX, uma prosperidade que se reflete na bela arquitectura da cidade de  Hallstatt."

## Regiões de Salzkammergut

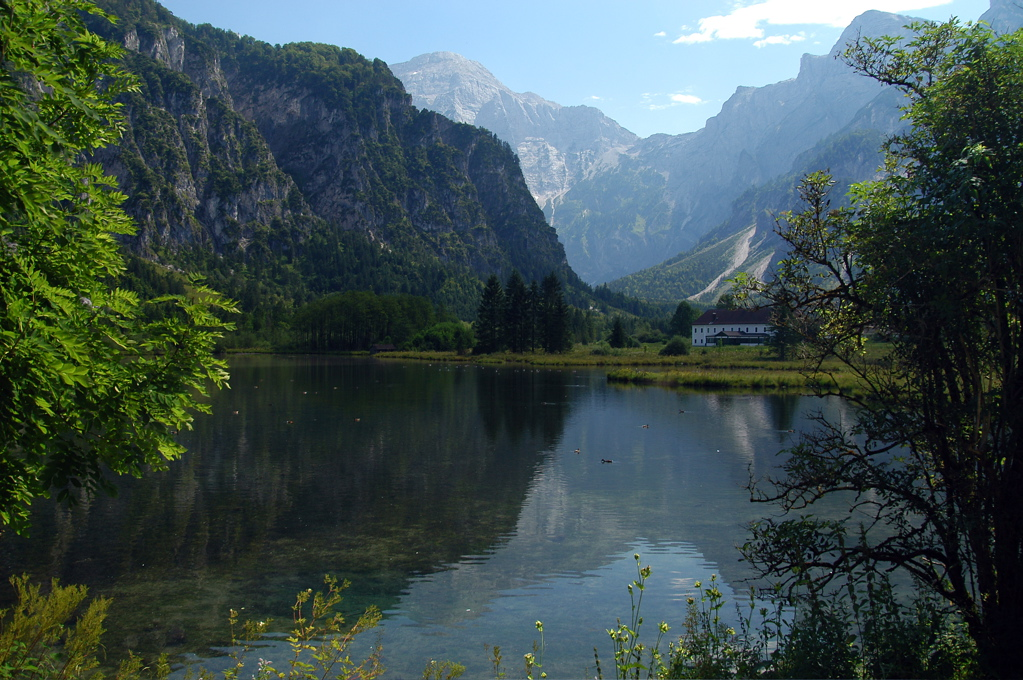
Lago Almsee em Almtal

Salzkammergut tem 10 regiões as quais também incluem lagos:
- Ausseerland
- Salzkammergut Interior
- Mondsee - Mondsee/Irrsee
- Região Turística Almtal
- Região Turística Attersee
- Região Turística Attergau
- Região Turística Bad Ischl
- Região Turística Traunsee
- Região Turística Fuschlsee
- Região Turística Wolfgangsee

## Lista de cidades em Salzkammergut
As cidades na área de Salzkammergut:
- Altaussee 720–1800 m acima do nível do mar – 1897 habitantes
- Altmünster 433 m acima do nível do mar – 9485 habitantes
- Attersee 469 m acima do nível do mar – 1500 habitantes
- Aurach am Hongar 498 m acima do nível do mar –1585 habitantes
- Bad Aussee 650–1000 m acima do nível do mar –5037 habitantes
- Bad Goisern 504 m acima do nível do mar –8462 habitantes
- Bad Ischl , residência de verão do imperador Franz Josef; 468 m acima do nível do mar –16680 habitantes
- Bad Mitterndorf 812 m acima do nível do mar –3035 habitantes
- Bad Wimsbach-Neydharting 385 m acima do nível do mar –2300 habitantes
- Ebenau  607 m acima do nível do mar –1352 habitantes
- Ebensee  425 m acima do nível do mar –8734 habitantes
- Faistenau  786 m acima do nível do mar –2900 habitantes
- Frankenmarkt  536 m acima do nível do mar –3500 habitantes
- Fuschl am See 670 m acima do nível do mar –1323 habitantes
- Gmunden  425 m acima do nível do mar –15075 habitantes
- Gosau  767 m acima do nível do mar –2000 habitantes
- Grünau  528 m acima do nível do mar –2100 habitantes
- Grundlsee 712 m acima do nível do mar –1218 habitantes
- Gschwandt  523 m acima do nível do mar –2500 habitantes
- Hallstatt  508 m acima do nível do mar –950 habitantes
- Hintersee  746 m acima do nível do mar –460 habitantes
- Hof bei Salzburg 730 m acima do nível do mar –3600 habitantes
- Innerschwand  520 m acima do nível do mar –1046 habitantes
- Koppl  750 m acima do nível do mar –3044 habitantes
- Laakirchen  441 m acima do nível do mar –9133 habitantes
- Mondsee 481 m acima do nível do mar –3100 habitantes
- Nussdorf am Attersee 500 m acima do nível do mar –1120 habitantes
- Oberhofen am Irrsee 573 m acima do nível do mar –1335 habitantes
- Obertraun 514 m acima do nível do mar –764 habitantes
- Oberwang  572 m acima do nível do mar –1572 habitantes
- Pinsdorf 493 m acima do nível do mar –3585 habitantes
- Scharnstein 501 m acima do nível do mar –4876 habitantes
- Schörfling am Attersee 510 m acima do nível do mar –3163 habitantes
- Schwanenstadt 389 m acima do nível do mar –4330 habitantes
- Seewalchen am Attersee 495 m acima do nível do mar –4977 habitantes
- Steinbach am Attersee 509 m acima do nível do mar –1003 habitantes
- St.Georgen im Attergau 540 m acima do nível do mar –6546 habitantes
- St. Lorenz 486 m acima do nível do mar –2008 habitantes
- St. Gilgen 542 m acima do nível do mar –3706 habitantes
- St. Konrad 585 m acima do nível do mar –1033 habitantes
- Straß 579 m acima do nível do mar –1498 habitantes
- Strobl 542 m acima do nível do mar –3466 habitantes
- St. Wolfgang, local favorito de veraneio do ex-chanceler alemão Helmut Kohl; 540 m acima do nível do mar –2797 habitantes
- Tauplitz  900–2000 m acima do nível do mar –1005 habitantes
- Thalgau  545 m acima do nível do mar –5200 habitantes
- Tiefgraben 550 m acima do nível do mar –2950 habitantes
- Traunkirchen 422 m acima do nível do mar –1775 habitantes
- Unterach am Attersee  468 m acima do nível do mar –1500 habitantes
- Vöcklabruck O Portão do Salzkammergut; 433 m acima do nível do mar –12000 habitantes
- Vöcklamarkt  488 m acima do nível do mar –5000 habitantes
- Weyregg am Attersee 482 m acima do nível do mar –1503 habitantes
- Zell am Moos 573 m acima do nível do mar –1400 habitantes

O nome Salzkammergut significa "possessão da câmara de sal" - a região pertencia à Câmara Imperial do Sal, a entidade encarregada de gerir as preciosas minas de sal no império Habsburgo.
Em Salzkammergut, as pessoas se divertem com esportes náuticos, natação, caminhadas, ciclismo, golfe, ou simplesmente repousando às margens dos lagos Grundlsee ou Toplitzsee. Lá ficam as Pastagens Alpinas Katrin, próximas de Bad Ischl. Alguns pratos típicos da cozinha do Salzkammergut são o Kaiserschmarr(e)n (crepe laminado com passas) e o Krapfen (bolinhos recheados de geléia).